# Mouriri arborea
Mouriri arborea là một loài thực vật có hoa trong họ Mua. Loài này được Gardner mô tả khoa học đầu tiên năm 1843.